# Polyommatus boisduvali
Polyommatus boisduvali är en fjärilsart som beskrevs av Herrich-Schäffer 1843. Polyommatus boisduvali ingår i släktet Polyommatus och familjen juvelvingar. Inga underarter finns listade i Catalogue of Life.